# Pedro Rubiano Sáenz
Pedro Rubiano Sáenz (Cartago, 13 september 1932 – Bogota, 15 april 2024) was een Colombiaans geestelijke en kardinaal van de Rooms-Katholieke Kerk. 
Rubiano Sáenz overleed op 15 april 2024 op 91-jarige leeftijd.